# Hallau
Hallau (toponimo tedesco; fino al 1934 Unterhallau) è un comune svizzero di 2 072 abitanti del Canton Sciaffusa.